# All-Optical 3R Regeneration
La All-Optical 3R Regeneration è una tecnologia utilizzata dalla Fujitsu che ridisegna la forma d'onda di segnali ottici ad alta velocità (40 Gbit/s) tramite punti quantistici.
La All-Optical 3R Regeneration è composta da 3 fasi principali:
Il “reshaping” che riguarda la soppressione del rumore presente nei segnali ottici, 
il “retiming” che riduce i tempi di fluttuazione e  la “re-amplificazione” che rigenera i segnali ottici.
È una tecnologia promettente nelle future reti fotoniche.